# Tapete de Isfahan
O tapete de Isfahan, de Ispaã (português brasileiro) ou de Ispaão (português europeu) é um tipo de tapete persa.

## História
A iraniana cidade de Isfahan (ou também Eşfahān) por muito tempo tem sido um dos centros produtores do famoso tapete persa.
A tecelagem em Isfahan floresceu na era Safávida. Mas quando os afegãos invadiram o Irã, encerrando a dinastia dos Safávidas, essa habilidade também ficou estagnada.
Somente a partir da década de 1920, entre as duas guerras mundiais, foi que a tecelagem voltou a se tornar a principal atividade dos moradores de Isfahan. Eles começaram a tecer os modelos Safávida e novamente se tornaram um dos principais centros produtores desse tipo de tapete persa. Os tapetes Isfahani são hoje um dos mais apreciados pelo mercado mundial, tendo muitos clientes no mundo ocidental.

## Descrição
Sempre são tapetes com flores, geralmente adornados com um medalhão central. Às vezes, os quatro cantos repetem os motivos do medalhão central. Há também tapetes  temáticos, adornados com cenas de animais em uma decoração de flores. Outra decoração típica é a do "jarro de flores". Em um dos lados do campo se encontra um jarro com muitos ramos floridos que enchem todo o campo. A borda se compõem de uma larga faixa central rodeada de duas faixas estreitas adornadas com rosetas e guirlandas, flanqueadas, por sua vez, por duas faixas mais estreitas. As cores são muito variadas, com alternância entre cores claras e escuras.
A cidade de Isfahan (Eşfahan) é atualmente um Patrimônio Mundial e produz tapetes feitos com fios de seda ou algodão. As cores mais fortes deram lugar a cores em tons pastel, mais apreciados no Ocidente, sendo a perfeição técnica mais importante que os desenhos artísticos.
Os desenhos tradicionais ainda são produzidos como vasos, a Árvore da Vida e paisagens, mas a composição mais popular está baseada no medalhão central (derivada da famosa mesquita de Shah Lutf Allah em Esfahan) colocado sobre um elegante campo decorado com ramos de videira, folhas de palmeiras e motivos florais.

## Tapete polonês
Alguns tapetes Isfahani tornaram-se conhecidos na Europa Ocidental como "tapetes poloneses". Este nome se refere aos tapetes tecidos na Pérsia com fios dourados e prateados de seda do século XVI ao XVIII e exportados para a República das Duas Nações. Eles eram feitos especialmente para os nobres poloneses e decorados com seus brasões de armas. Alguns deles foram mais tarde revendidos para compradores da Europa Ocidental, que acreditavam estarem comprando um produto de origem polonesa, daí resultando seu nome.

## References
1. ↑  Wielka Encyklopedia Powszechna PWN